# Suréna (général parthe)
Pour les articles homonymes, voir Suréna.
Surena ou Suréna ou Suren, né vers 84 av. J.-C. et mort en 52 av. J.-C., est un célèbre général de la cavalerie parthe durant le règne d'Orodès II (vers 57 à 38 av. J.-C.) de la dynastie des Arsacides, appartenant à la famille des Suren.
Le nom Suren, apparenté à l'avestique sūra, « fort », était à l'origine un titre : « Le rang le plus haut dans le royaume, après la famille royale, était celui de « Surena », ou « général », et cette position héréditaire désignait une famille précise. » « Surena » est la forme latine de « Sûrên » ou « Sūrēn ».

## Suréna, le général parthe
Dans La vie de Crassus, écrite plus de 170 ans après les faits qu'elle rapporte, Plutarque décrit Suréna :

« Suréna n'était pas un homme ordinaire : ses richesses, sa naissance et sa réputation le plaçaient immédiatement au-dessous du roi ; en valeur et en prudence il était le premier des Parthes, et ne le cédait à personne pour la beauté de la taille et de la figure. Quand il était en voyage, il avait à sa suite mille chameaux qui portaient son bagage, deux cents chariots pour ses concubines, mille cavaliers tout couverts de fer et un plus grand nombre armés à la légère, car ses vassaux et ses esclaves auraient pu lui composer une escorte de dix mille chevaux ; sa naissance lui donnait le droit héréditaire de ceindre le bandeau royal aux rois des Parthes le jour de leur couronnement. »

— Plutarque,  Vie de Crassus
En 54 av. J.-C., Suréna commande les troupes d'Orodès II à la bataille dynastique de Séleucie qui permet à Orodès II de reconquérir le trône sur son frère et rival Mithridate III.
L'année suivante, en 53 av. J.-C., les Romains attaquent à l'ouest les États vassaux des Parthes. Orodès II envoie sa cavalerie lourde et ses archers à cheval les combattre, toujours sous les ordres de Suréna, qui n'a même pas trente ans à cette date. La rencontre a lieu à la bataille de Carrhes, aujourd'hui Harran en Turquie. La qualité des troupes parthes, leur mobilité sur les légionnaires et la supériorité de leur équipement leur donnent la victoire sur des Romains pourtant supérieurs en nombre, commandés par le triumvir Marcus Licinius Crassus.
Après cette défaite, Crassus et une grande partie de ses troupes survivantes vont se réfugier dans la nuit dans la ville de Carrhes. Le lendemain, les troupes tentent de fuir de la ville dont la prise n'est qu'une question de jours vu la force des Parthes. Toutefois, les Parthes talonnent les armées en fuite et la colonne commandée par Crassus ne parvient pas à gagner une position suffisamment bien située pour être défendable. Suréna propose alors une entrevue pour négocier un repli des Romains en Syrie. Crassus est contraint d'accepter, car ses troupes sont au bord de la révolte. La rencontre de négociations — peut-être conçues comme un guet-apens — aurait mal tourné. Alors qu'on proposait à Crassus une nouvelle monture et que celui-ci refusait d'en changer, une bousculade fit sortir leurs armes aux Romains et dans l'affrontement qui s'ensuivit tous les Romains furent tués. Selon la fameuse légende, sa réputation d'homme riche et cupide ayant précédé le Romain, le général parthe lui aurait ensuite coulé de l'or fondu dans la bouche, lui disant « Rassasie-toi de ce métal dont tu es si avide ! »
La défaite romaine est très sévère : 20 000 morts et 10 000 prisonniers. Mais si l'écho est retentissant en Orient et en Occident et marque l'arrêt de l'expansion romaine à l'est, elle ne fut pas exploitée à leur avantage par les Parthes. Toujours selon Plutarque, cette immense victoire de Suréna lui coûta la vie : « Le roi fit mourir ce général, dont la gloire avait excité son envie ». Craignant vraisemblablement qu'il ne représente une menace pour lui, Orodès II le fit exécuter.
Suréna a été mis en parallèle avec Rostam, héros mythique de la Perse antique.

## La maison des Suren
Le nom des Surena ou Suren désigne une des deux familles de la noblesse parthe mentionnées explicitement dans les textes de l'ère arsacide. Les Sūrēn, vassaux du roi, jouissaient d'importants privilèges à la cour et occupaient des fonctions militaires. Ils conservèrent toujours un grand prestige.
Lors de la deuxième moitié de l'ère arsacide (qui dura de 247 av. J.-C. à 224 de notre ère), la famille Suréna avait le privilège de couronner la tête des rois parthes les jours de sacre. Après la chute des Arsacides au IIIe siècle et l'avènement des Sassanides, les Surena servirent les successeurs perses, à la cour desquels ils étaient identifiés comme faisant partie des « clans parthes ». La lignée des Sūrēn gouvernait la partie orientale de l'Empire parthe ou « terre des Sakā », en grec ancien Σάκαι, appellation par laquelle les Perses désignaient les Scythes, c'est-à-dire les nomades des steppes d'Eurasie. Les Suréna possédaient des terres au Sakestan, région entre l'Arachosie et la Drangiane, actuellement à cheval sur l'Iran et l'Afghanistan, d'où ils expulsèrent les autochtones, les Sakas (le Sakestan est littéralement la terre des Sakas), branche des Scythes qui immigra au Penjab. Il semble que les Suréna gouvernèrent la province du Sistan (dont le nom dérive de Sakestan et qui était à l'époque beaucoup plus grande que la province iranienne actuelle) comme leur fief personnel.
Outre le général Suréna, l'archéologue Ernst Herzfeld affirme que les rois indos-parthes de la dynastie de Gondopharès sont des représentants de la maison des Suren. Au VIe siècle, le gouverneur satrape d'Arménie qui tenta d'y rétablir le zoroastrisme fut un autre membre notable de cette famille. La dernière mention de la famille est un commandant militaire en Chine du nord au IXe siècle.
Le nom Suren est resté commun en Arménie.

## Culture
- Suréna, dernière tragédie écrite en 1674 par Pierre Corneille, est inspirée de la vie du général parthe.
- La bande dessinée Alix de Jacques Martin a mis en scène Suréna. Dans Alix l'intrépide, on le voit diriger son armée de Parthes pour attaquer les Romains qui ont saccagé la ville de Khorsabad.